# Hoornaarblaaskop
De hoornaarblaaskop (Conops vesicularis) is een vliegensoort uit de familie van de blaaskopvliegen (Conopidae). De wetenschappelijke naam van de soort is gepubliceerd in 1761 door Linnaeus.